# Дева Малейн

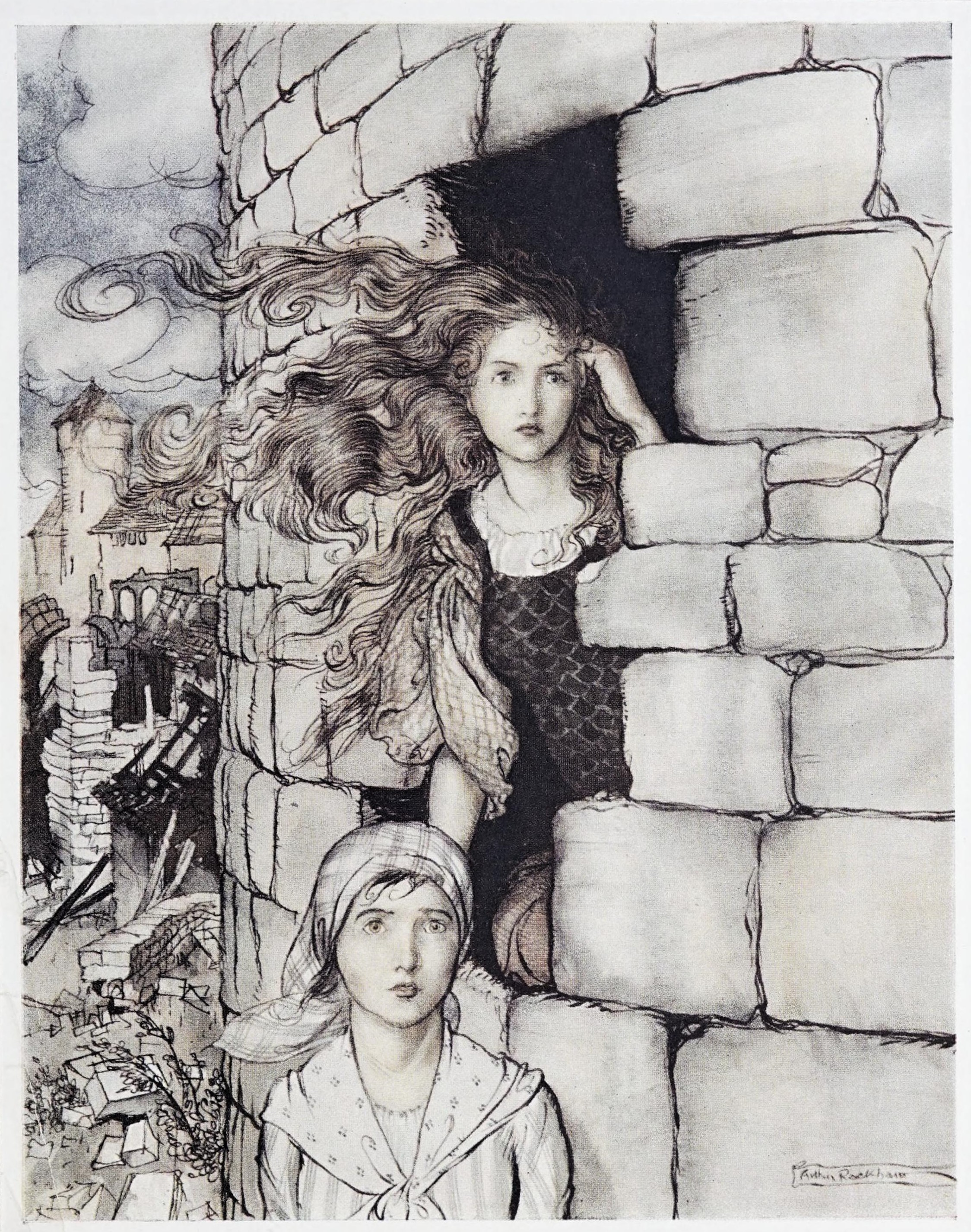
Дева Малейн и служанка (иллюстрация Артура Рэкхема, 1917 г.)

Дева Малейн («Девица Малеен») (нем. Jungfrau Maleen) — сказка из сборника «Детские и домашние сказки» братьев Гримм (номер 198). По классификации Аарне-Томпсона этот сюжет имеет номер 870: "погребенная принцесса". Сюжет был заимствован Гриммами из сборника «Саги, сказки и песни герцогств Шлезвиг, Гольштейн и Лауэнбург» Карла Мюлленгофа.

## Содержание
Дева Малейн была королевской дочерью, и полюбила принца соседней страны. Отец её, который не хотел этого брака, приказал заточить и замуровать принцессу вместе со служанкой в Чёрной башне, оставив им там пропитания на 7 лет так, чтобы и солнечного луча не могло проникнуть к пленницам, в расчёте на то, что дочь одумается. Прошли 7 лет, и дева Малейн со своей помощницей взломали кладку и вышли на волю. Но оказалось, что ни короля больше нет, ни родного королевства. Вокруг были лишь безлюдные пепелища, наследие проигранной войны. Девушка со служанкой пошли куда глаза глядят, питаясь по пути травами, в том числе крапивой. После долгой дороги попали они в чужую страну, где был большой город. Малейн удалось устроиться там в королевский замок посудомойкой. А было это королевство её бывшего милого жениха. Но тот думал, что дева Малейн давно умерла в Чёрной башне, и решил жениться на другой. Засватанная принцесса была уродливой и, боясь людской молвы, уговорила деву Малейн венчаться за неё в соборе. Молодой король, увидев впервые свою невесту, был поражён её красотой и сходством с бывшей возлюбленной. По дороге дева трижды заговаривала тихим голосом, упоминая и имя Малейн. Вернувшись в замок после венчания, король начал расспрашивать закрывшуюся вуалью свою уродливую жену, о чем она всё время говорила в пути. Но та не знала что ответить, и каждый раз выходила справиться у Малейн. В конце концов король увидел лицо своей уродливой супруги, пришёл в ужас и объявил своей настоящей женой ту девушку, с которой он венчался в соборе. Рассвирепевшая отвергнутая, выбежав во двор, приказала слугам схватить деву Малейн и отрубить ей голову. Вмешался король, деву Малейн освободили и объявили настоящей королевой, а обманщица и злодейка лишилась головы на плахе.

## Литературные и музыкальные последователи
В 1889 году бельгийский драматург, символист Морис Метерлинк написал пьесу «Принцесса Малейн» (на французском языке), которая впоследствии была переведена на немецкий язык. Позднее, на основе этой пьесы Лили Буланже создала оперу «Принцесса Малейн».
Манга Ludwig Kakumei авторства Каюри Юки содержит главу, посвящённую принцессе Малеен, «Maid Maleen». За основу взята одна из сказок братьев Гримм, но судьба принцессы в манге была изменена.
В 2015 году в Германии был снят художественный фильм-сказка Принцесса Малейн (Prinzessin Maleen), длительностью в 60 минут. 